# Cresta Blanchard
La cresta Blanchard es una cresta con una altura de hasta 520 metros de altitud en la península de Kiev en la costa de Graham de la Tierra de Graham en la península Antártica. Nace en el lado norte de la desembocadura del glaciar Wiggins en el estrecho de Penola.
Fue cartografiado por la Quinta Expedición Antártica Francesa (1908-1910), que fue dirigida por Jean-Baptiste Charcot. Charcot lo llamó Sommet Blanchard (en español Cumbre Blanchard) en honor a Jean Blanchard, el entonces cónsul francés en Punta Arenas, Argentina, quien ayudó en su expedición. El nombre actual se remonta al Comité Consultivo sobre Nomenclatura Antártica en 1951.